# Malgraó
El Malgraó és un turó de 684 metres al municipi del Bruc, a la comarca catalana de l'Anoia. En documents antics hi ha les variacions ortográfiques Malgrahons i Malgraons. També és el nom d'una partida al vessa del turó.
No hi ha cap camí que porti al cim només hi havia «el pas del Malgraó» un camí molt rost que atnay connectava Marganell amb el Bruc. Als vessants neixen a l'est el Torrent de cal Maroto i a ponent el Torrent del Malniu, tots de la conca del Llobregat.
Hi ha hagut afrontaments durant la Guerra dels Segadors als afores. Molts soldats portuguesos i van morir i haurien trobat un sepulcre al vessant del Malgraó. Segons la llegenda, un braç sortia del fossar i aquest hauria pertangut a un soldat portugués, que de jove hauria pegat sa mare i ara rebia el càstig merescut.